# Germaine Dieterlen
Germaine Dieterlen (ur. 1903 w Valleraugue, zm. 13 listopada 1999 w Paryżu) – francuska etnolog, studentka Marcela Maussa i bliska współpracowniczka Marcela Griaule’a, z którym prowadziła wieloletnie badania w kraju Dogonów i Bambara (Mali).
Współpracowała też z francuskim twórcą filmów etnograficznych Jeanem Rouchem.